# أصلي وكرم (أوبرا)
أصلي وكرم - (بالأذرية: (Əsli və Kərəm (opera) - هي الأوبرا الخامسة لعزير حاجبايوف. أوبرا شيخ سنان هي أوبرا مسرحية ألفها عزير حاجبايوف بالأذربيجانية "Əsli və Kərəm" وهي مكونة من أربعة فصول. ألفها ليبريتو الأوبرا عزير حاجبايوف نفسه.

## تاريخ الأوبرا
تلق الأوبرا نجاحا في البداية استقبالا جيدا، أدرج في قائمة الأعمال التي لها حياة مرحلة مثيرة للاهتمام. عرضت أصلي وكرم لأول مرة في 18 مايو 1912م في مسرح أكاديمية دولة أذربيجان للأوبرا والباليه.
مخرج الأداء هو حسين عربلينسكي، قائده الاركسترا نفسه عزير حاجبايوف.
الظهور في الأدوار: حسينكولي سارابسكي (كرم)، أحمد أغدامسكي (أصلي) ، م. تريغولوف (كارا كيشيش) ، م. محمدوف (شاه أصفهان) ، ج.
عرضت أوبرا أصلي وكرم في القوقاز وآسيا الوسطى والعديد من المدن في إيران. بالإضافة إلى مسرح أكاديمية دولة أذربيجان للأوبرا والباليه و أقيمت أصلي وكرم على المسارح الأخرى للجمهورية. 

## محتوى الأوبرا
كتبت الأوبرا بدوافع الملحمة الشعبية الأذربيجانية التي تحمل نفس الاسم - أصلي وكرم، والتي تستخدم على نطاق واسع في القوقاز.

## وصلات خارجية
https://www.youtube.com/watch?v=GP7UZzxgR1I